# Abraham Hondius

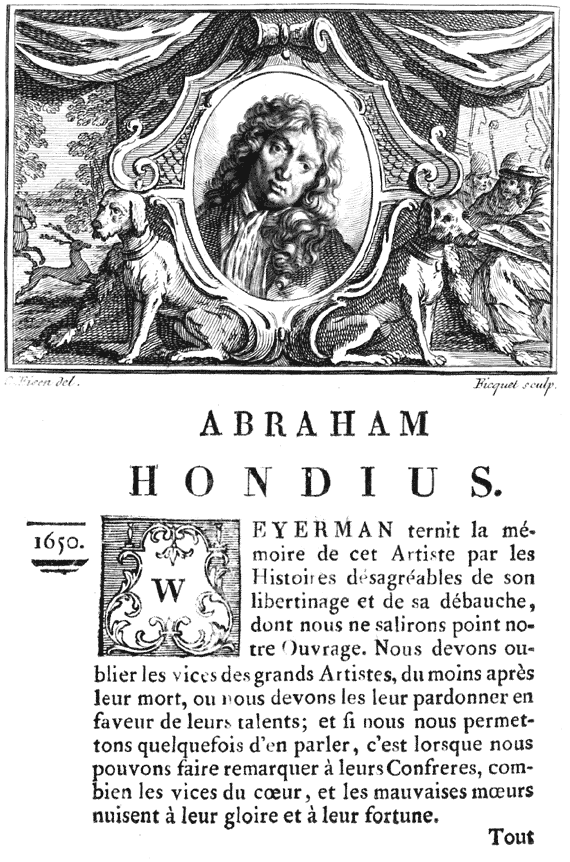
Abraham Hondius

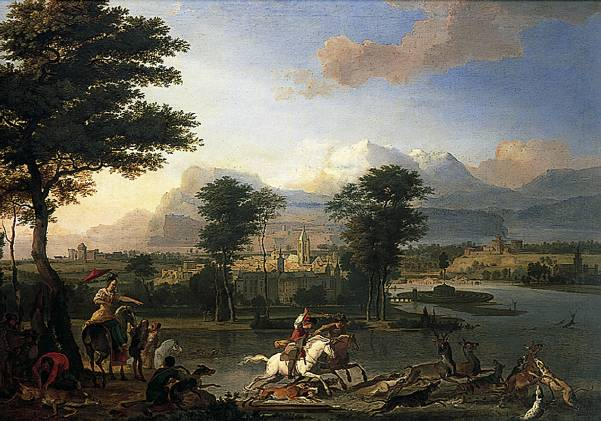
De hertenjacht, 1675, Norwich Castle

Abraham Danielsz. Hondius (Rotterdam, ca. 1631 - Londen, begr. 17 september 1691)
was een Nederlands kunstschilder, tekenaar en etser. Hij vervaardigde landschappen, historiestukken, portretten, stillevens en vooral dierschilderijen, met name die waarop jachtscènes en dierengevechten worden afgebeeld.
Hondius was wellicht een leerling van Cornelis Saftleven en Pieter de Bloot. Hij was een zoon van de Rotterdamse stadsmetselaar Daniel Abrahamsz. Hij trouwde in april 1653 met Geertruyd Willems van der Eyck.
Zijn vroegst gedateerde werk stamt uit 1651. Hij werkte in Rotterdam tot 1659 en ging daarna naar Amsterdam, waar hij vijf jaar verbleef. Daarna keerde hij terug naar Rotterdam. Na een periode van ongeveer zes jaar ging hij vervolgens naar Londen. Hier bleef hij de rest van zijn leven. Hij overleed er in 1691.
In zijn geboortestad Rotterdam en in een aantal andere Nederlandse steden zijn straten naar de schilder genoemd.